# Юзеф Купни
Ю̀зеф Пьотър Ку̀пни (на полски: Józef Piotr Kupny) е полски римокатолически духовник, доктор на хуманитарните науки, ректор на Висшата Шльонска духовна семинария в Катовице (2001 – 2006), викарен епископ на Катовишката архиепархия и титулярен епископ на Винариона (2006 – 2013), вроцлавски архиепископ митрополит от 2013 година.

## Живот
Юзеф Купни е роден на 23 февруари 1956 година в село Домбрувка Велка (днес район на Пекари Шльонске).
През 1975 година постъпва във Висшата Шльонска духовна семинария в Катовице. Няколко седмици по-късно получава повиквателна за отбиване на военна служба. Две години служи в град Бжег.
На 31 март 1983 година е ръкоположен за свещеник в катовишката катедрала „Христос Крал“ от Херберт Беднож, катовишки епископ. Следващата една година служи като викарий в енориите „Въздвижение на Светия Кръст Господен“ и „Божия Майка, Изцеление за болните“ в Катовице. Защитава магистърска теза по богословие в Папската богословска академия в Краков. В периода 1986 – 1990 година специализира във Факултета за обществени науки на Люблинския католически университет (ЛКУ). Там защитава магистърска теза по социология. От 1992 година преподава католически обществени науки в ЛКУ. През 1993 година защитава докторска дисертация по философия и социология. Започва да преподава социология на религията и социология на енорията във Висшата Шльонска семинария. Също така води лекции в Шльонския университет в Катовице. През 2001 година е избран за ректор на Висшата Шльонска семинария
На 21 декември 2005 година папа Бенедикт XVI го номинира за викарен епископ на Катовишката архиепархия и титулярен епископ на Винариона. Приема епископско посвещение (хиротония) на 4 февруари 2006 година в Катовишката катедрала от ръката на Дамян Жимон, катовишки архиепископ, в съслужие с Виктор Скворц, тарновски епископ и Стефан Чихи, легнишки епископ. На 13 май 2013 година папа Франциск го номинира за вроцлавски архиепископ митрополит. Приема канонично архиепархията и влиза във Вроцлавската катедрала като архиепископ на 16 юни.